# Uyoku dantai
Uyoku dantai (右翼団体, littéralement « groupe de droite ») est un terme générique qui désigne divers groupes japonais ultra-nationalistes parmi lesquels on trouve le groupe kōshinkai (弘神会). Ces groupes demeurent marginaux au Japon mais assurent une présence fréquente dans les grandes villes japonaises où l'on peut voir des camionnettes noires appelées gaisensha (街宣車, lit. « voiture d'annonce de quartier ») munis de haut-parleurs appelant les gens à se joindre à leurs idées et jouant le Kimi Ga Yo.

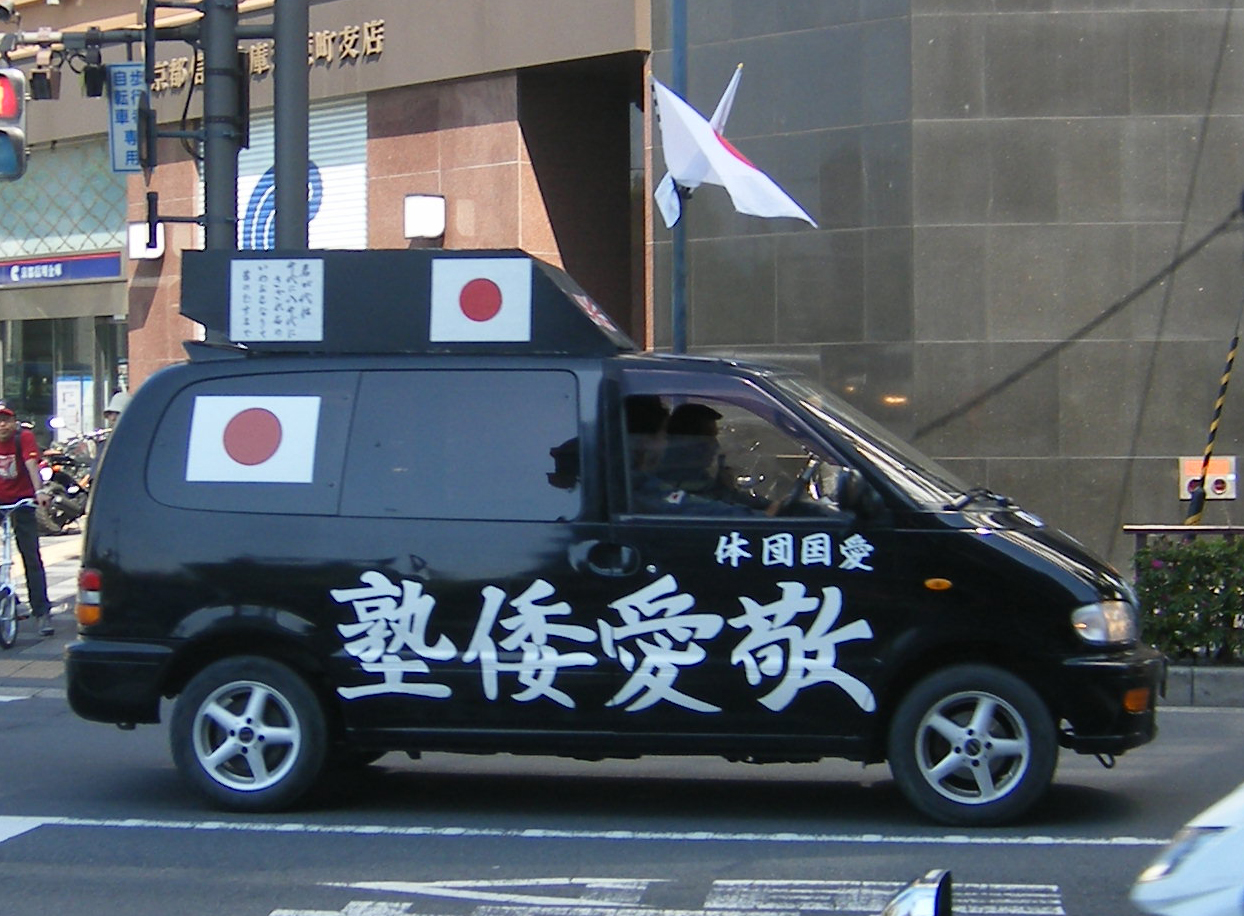
Camionnette d'un groupe uyoku.

Certains groupes uyoku sont affiliés aux organisations criminelles des yakuzas.

## Idéologie
Fortement axé depuis l'après Seconde Guerre Mondiale contre le communisme et les pays liés à cette doctrine, comme la Chine et la Corée du Nord, ainsi que le syndicalisme, ce mouvement compte également des groupes de la « nouvelle droite » (新右翼, shin-uyoku) hostiles aux États-Unis et à l'attitude de leur gouvernement face à ce pays. Ces groupes s'opposent généralement à ce qu'ils appellent le « masochisme historique » et prônent la révision des cours et manuels d'histoire.
Il existe différents points de ralliement, par exemple le sanctuaire de Yasukuni à Tokyo, mais également les sanctuaires gokoku (護国神社, gokoku-jinja) honorant les soldats morts au service du Japon, que les groupes uyoku ont récupéré à des fins politiques.
Les groupes uyoku prônent :
- un militarisme exacerbé ;
- la restauration d'un sentiment national fort ;
- la restitution des Iles Kouriles (Kounachir, Itouroup, Chikotan et l'archipel des îles Habomai) administrées par la Russie après la Seconde Guerre Mondiale ;
- le respect envers les personnes ayant influencé et réalisé l'expansionnisme du Japon Showa ;
- la dénonciation des procès menés par les tribunaux alliés comme le Tribunal de Tokyo et l'apologie des criminels de guerre qualifiés de Martyrs de Shōwa (昭和殉難者, Shōwa Junnansha?) ;
- la suppression de l'article 9 de la Constitution japonaise de renoncement à la guerre en lieu et place des Forces japonaises d'autodéfense.

Certaines, au premier plan desquelles le Zaitokukai, font du racisme (notamment anti-coréens) le cœur de leur plateforme.